# Cytarabine
Cytarabine, còn được gọi là cytosine arabinoside (ara-C), là một loại thuốc hóa trị được sử dụng để điều trị Bạch cầu cấp dòng tủy (AML), Bạch cầu cấp dòng lympho (ALL), bệnh bạch cầu tủy mãn tính (CML) và u lympho không Hodgkin (NHL). Chúng có thể được tiêm vào tĩnh mạch, dưới da, hoặc vào dịch não tủy. Có một công thức liposome với bằng chứng ủng hộ cho phép điều trị với kết quả tốt hơn cho ung thư hạch liên quan đến màng não.
Các tác dụng phụ thường gặp bao gồm ức chế tủy xương, nôn mửa, tiêu chảy, các vấn đề về gan, phát ban, viêm kết mạc, hình thành vết loét ở miệng và chảy máu. Các tác dụng phụ nghiêm trọng khác có thể có như mất ý thức, bệnh phổi và phản ứng dị ứng. [1] Sử dụng trong khi mang thai có thể gây hại cho em bé. Cytarabine thuộc nhóm thuốc kháng histamin và các thuốc tương tự nucleoside. Chúng hoạt động bằng cách ngăn chặn chức năng của DNA polymerase.
Cytarabine đã được cấp bằng sáng chế vào năm 1960 và được chấp thuận sử dụng y tế vào năm 1969. Nó nằm trong danh sách các thuốc thiết yếu của Tổ chức Y tế Thế giới, tức là nhóm các loại thuốc hiệu quả và an toàn nhất cần thiết trong một hệ thống y tế. Chi phí bán buôn ở các nước đang phát triển là khoảng 4,27 đô la Mỹ đến 5,70 đô la Mỹ/ lọ 500 mg. Cùng liều này ở Vương quốc Anh, chi phí được bán bởi NHS là khoảng 50,00 £, còn dạng liposome là 1,223,75 £ cho mỗi lọ 50 mg.